# Erich Koch (Fußballspieler)
Erich Koch (Spitzname Fifi; * 7. November 1907; † unbekannt) war ein deutscher Fußballspieler und -trainer.

## Leben
Der rechte Halbstürmer kam 1926 aus Breslau zum VfB Stuttgart. Mit dem VfB wurde er mehrmals Württembergischer Meister. 1935 wurde Koch als Kapitän des VfB Stuttgart Deutscher Vizemeister, im Endspiel gegen den FC Schalke 04 erzielte er einen Treffer. Koch spielte für die württembergische und die süddeutsche Landesauswahl. 1947 beendete Koch nach 21 Jahren beim VfB Stuttgart seine aktive Karriere. Danach wurde er Trainer bei der SpVgg Fürth und war später noch in Untertürkheim und Balingen als Trainer tätig.